# جامع الملا علي (دير الزور)

جامع الملا علي عام 1850 يقع على تل دير العتيق.

كان يعد من أقدم جوامع دير الزور قبل أن يهدم في منتصف القرن العشرين، ليس له مِئذنة ولا قبة، أمويّ الطّراز، وكان يُدرِّسُ الطلابَ القراءةَ والكتابة، ارتبط اسمه بالإمام «المُلا علي»، كما كان يتميز بأن خطيبه يتشح السيف أثناء إلقائه الخطبة في تقليد أموي كان يتبع في هذا المسجد. ويؤكد الآثاريون أن الدور الزمني لهذه المنطقة لا يقل عن (250) عاماً.